# محمد لبيب البتنوني
محمد لبيب البتنوني (و.؟ - ت. 1357 هـ = 1938م)، هو رحالة ومؤرخ مصري في عهد الخديوي عباس حلمي باشا الثاني. ومن أشهر أعماله الرحلة الحجازية. من مواليد قرية البتانون التابعة لمحافظة المنوفية.

## حياته
ولد في بتانون (في محافظة المنوفية حالياً)، مصر. وتوفي في القاهرة عام 1357 هـ.

## أهم كتبه
- الرحلة الحجازية
- رحلة الأندلس
- تاريخ كلوت بك - ترجمه عن الفرنسية.
- رحلة الصيف إلى أوروبا.
- الرحلة إلى أمريكأ.[2]